# Großer Happ
Großer Happ är en bergstopp i Österrike. Den ligger i distriktet Lienz och förbundslandet Tyrolen, i den centrala delen av landet. Toppen på Großer Happ är 3 352 meter över havet.
Den högsta punkten i närheten är Großer Geiger, 3 360 meter över havet, 1,3 km nordväst om Großer Happ.
Trakten runt Großer Happ består i huvudsak av kala bergstoppar och isformationer.